# Miguel Garcia (Fußballspieler)
Miguel Ângelo Moita Garcia (* 4. Februar 1983 in Moura), bekannt als Miguel Garcia, ist ein ehemaliger portugiesischer Fußballspieler, der als rechter oder zentraler Verteidiger eingesetzt werden kann. Er stammt aus der Jugendmannschaft von Sporting Lissabon.

## Karriere
In der Saison 2004/05 fiel er beim portugiesischen Pokal gegen Benfica Lissabon auf, wo er einen entscheidenden Elfmeter verschoss und Sporting ausschied. Einige Monate später (im UEFA Cup) erzielte er ein Tor im Halbfinale, woraufhin Sporting das Finale erreichte. Bis 2014 spielte er beim spanischen Zweitligisten RCD Mallorca und wechselte dann zum Indian-Super-League-Verein NorthEast United FC.